# NGC 7062
NGC 7062 est un amas ouvert situé dans la constellation du Cygne. Il a été découvert par l'astronome germano-britannique William Herschel en 1788.
Selon la classification des amas ouverts, cet amas renferme moins de 50 étoiles (lettre p), dont la concentration est moyennement faible (III) et dont les magnitudes se répartissent sur un petit intervalle (le chiffre 1),. Le site Lynga considère que la concentration de cet amas est moyenne (II) que les magnitudes de ses étoiles se répartissent sur un intervalle moyen (le chiffre 2) et qu'il contient entre 50 et 100 étoiles. Lynda indique également que l'amas compte 30 étoiles, ce qui est en contradiction avec sa classification.

## Observation
Avec une magnitude visuelle de 8,3, on peut observer l'amas avec des jumelles dont l'ouverture est de 40 à 50 mm ou avec un petit télescope.

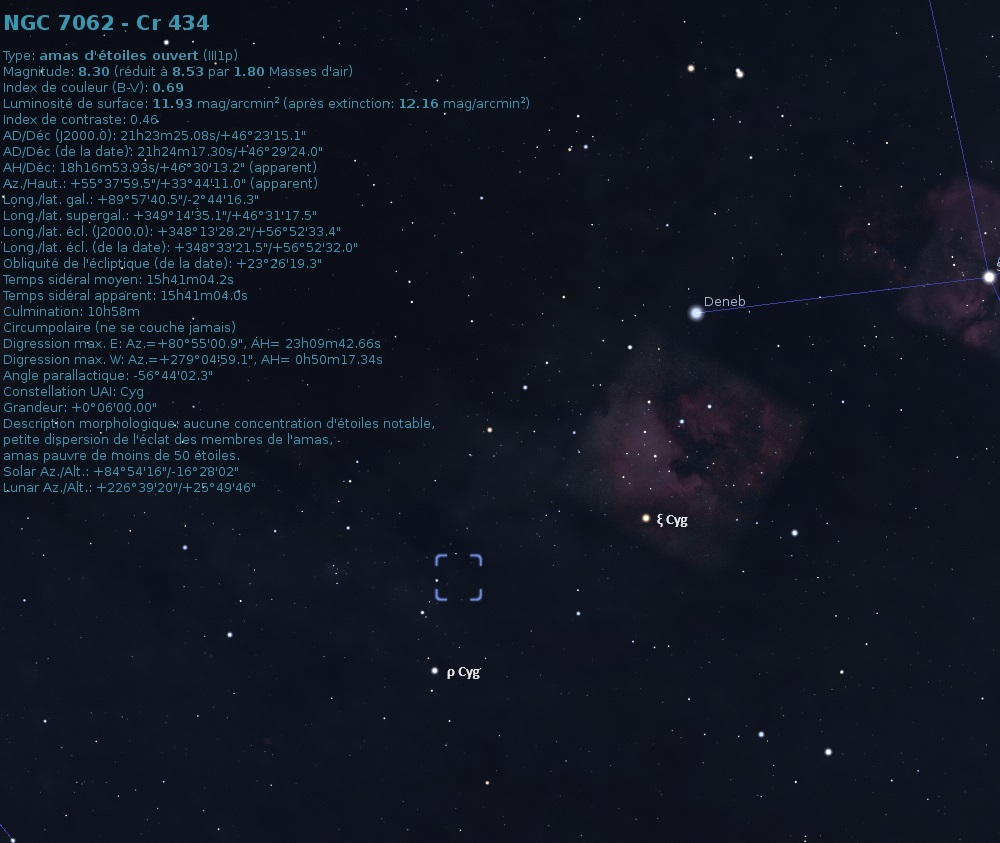
Emplacement de NGC 7062 dans la constellation de Cygne (Stellarium).

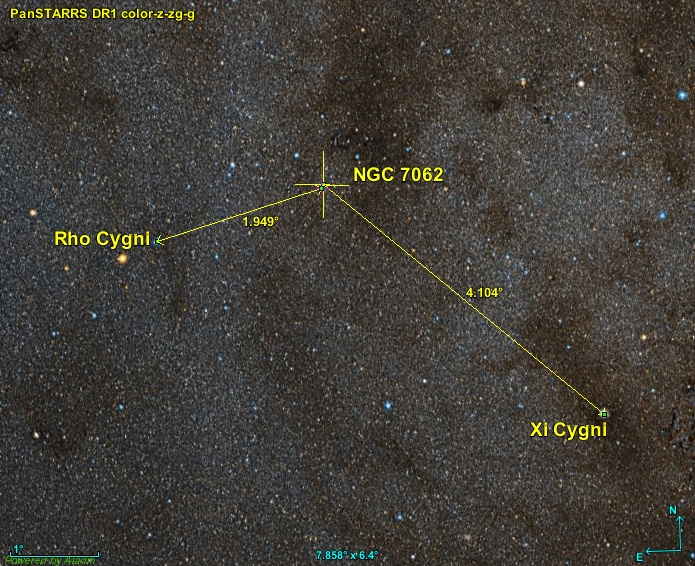
Position de NGC 7062 par rapport à deux étoiles du Cygne.

NGC 7062 est situé à environ 4,1 degrés au nord-est de l'étoile Xi Cygni et à 1,95 degrés au nord-ouest de Rho Cygni.

## Caractéristiques
Certaines caractéristiques apparaissent sur la base de données Simbad, mais une publication très récente (2023) basée sur les mesures de la parallaxe par le satellite Gaia a permis une mise à jour importante des données. Les données du « GAIA EARLY DATA RELEASE 3 (GAIA EDR3) » ont également permis aux auteurs (Almeida, Monteiro et Dias) de cette publication d'estimer la masse de 773 amas ouverts, dont celle de NGC 7062 qui est de 468 ± 113 {\displaystyle M_{\odot }}.

### Distance et vitesse
Cet amas est à 2 124 ± 59 pc du système solaire.
La base de données Simbad indique cinq valeurs de la distance: 2,508 ± 0,282 kpc (∼8 180 al), environ 2 492 pc (∼8 130 al), environ 1 516 pc (∼4 940 al), 2 120 ± 150 pc (∼6 910 al) et environ 1 600 pc (∼5 220 al), pour une moyenne de 2 047 ± 474 pc (∼6 680 al). Malgré un écart-type élevé de cet échantillon, la moyenne de ces valeurs est étrangement similaire à la distance proposée par Almeida, Monteiro et Dias.
La taille apparente de l'amas est de 5', , ce qui, compte tenu de la distance de 2 124 ± 59 pc et grâce à un calcul simple, équivaut à une taille réelle de 10,1 ± 0,3 al.
Six vitesses sont aussi indiquées sur la base de données Simbad et elles sont très semblables : −28,51 ± 2,65 km/s, −24,71 ± 4,27 km/s, −21,763 ± 1,066 km/s, −22,0 ± 0,1 km/s, −22,26 ± 0,14 km/s et −22,05 ± 1,5 km/s. La moyenne de ces valeurs est de −23,5 ± 2,7 km/s.

### Métallicité
Simbad rapporte quatre valeurs de la métallicité comprise entre 0,005 et 0,01 et provenant d'articles publiés entre 2019 et 2021. Selon Almeida et ses collègues, la métallicité de l'amas est égale à 0,036 ± 0,041. Selon cette valeur, le pourcentage d'éléments lourds (plus lourd que l'hydrogène et l'hélium) de cet amas serait compris entre 99% et 119% (100,036 ± 0,040) de celui du Soleil.

### Âge
Webda et Lynga indiquent un âge de 292 millions d'années (log10=8,465),. Selon Almeida et ses collègues, cet amas est âgé de 157 +19
−17 millions d'années.

## Étoiles
Simbad montre aussi un bouton nommé Children. En cliquant sur ce bouton, on atteint une section de cette base de données qui renferme un tableau contenant 422 entrées dont 182 Children pour NGC 7062. Cependant, des étoiles (les Children) peuvent apparaître plusieurs fois dans la deuxième colonne du tableau, d'où le nombre de liens bibliographiques qui est supérieure au nombre d'étoiles. La quatrième colonne de ce tableau indique la probabilité que l'étoile appartienne à l'amas. En cliquant sur le titre de cette colonne, on peut classer la probabilité par ordre croissant ou décroissant. En cliquant sur la désignation de l'étoile, on atteint la page de Simbad qui résume ses propriétés.